# Кимбол (Тенеси)
Кимбол (енгл. Kimball) град је у америчкој савезној држави Тенеси.

## Демографија
По попису из 2010. године број становника је 1.395, што је 83 (6,3%) становника више него 2000. године.
| Група             | 2000.         | 2010.         |
| Белци             | 1.279 (97,5%) | 1.285 (92,1%) |
| Афроамериканци    | 13 (1,0%)     | 13 (0,9%)     |
| Азијати           | 0 (0,0%)      | 40 (2,9%)     |
| Хиспаноамериканци | 1 (0,1%)      | 31 (2,2%)     |
| Укупно            | 1.312         | 1.395         |